# Kościół Zbawiciela w Tarnowskich Górach
Kościół Zbawiciela w Tarnowskich Górach – zabytkowy kościół parafialny Parafii Ewangelicko-Augsburskiej w Tarnowskich Górach. Budowla wznosi się przy tarnogórskim rynku (nr 12).

## Historia
Kościół powstał w 1780 roku na miejscu jednej z kamienic podarowanych miastu przez majętnego mieszkańca. Budowniczymi świątyni byli architekt Christoph Worbs ze Strzelec oraz cieśla Jan Karol Henning z Opola. W 1842 wieża została podwyższona, a w 1900 r. przebudowano go w stylu neoromańskim zgodnie z projektem Adolfa Seiffharta.

## Architektura
Budowla w stylu neoromańskim. Na zewnętrznej ścianie świątyni wmurowano w 2008 roku tablicę z okazji 160. rocznicy chrztu w tej świątyni światowej sławy patologa, psychiatry i neurologa Carla Wernickego.

### Wnętrze
Jednonawowe wnętrze otaczają empory – często spotykane w świątyniach ewangelickich. Centrum uwagi wiernych stanowi ołtarz i umieszczona nad nim kazalnica. Po lewej stronie znajduje się wolnostojąca chrzcielnica.

## Galeria

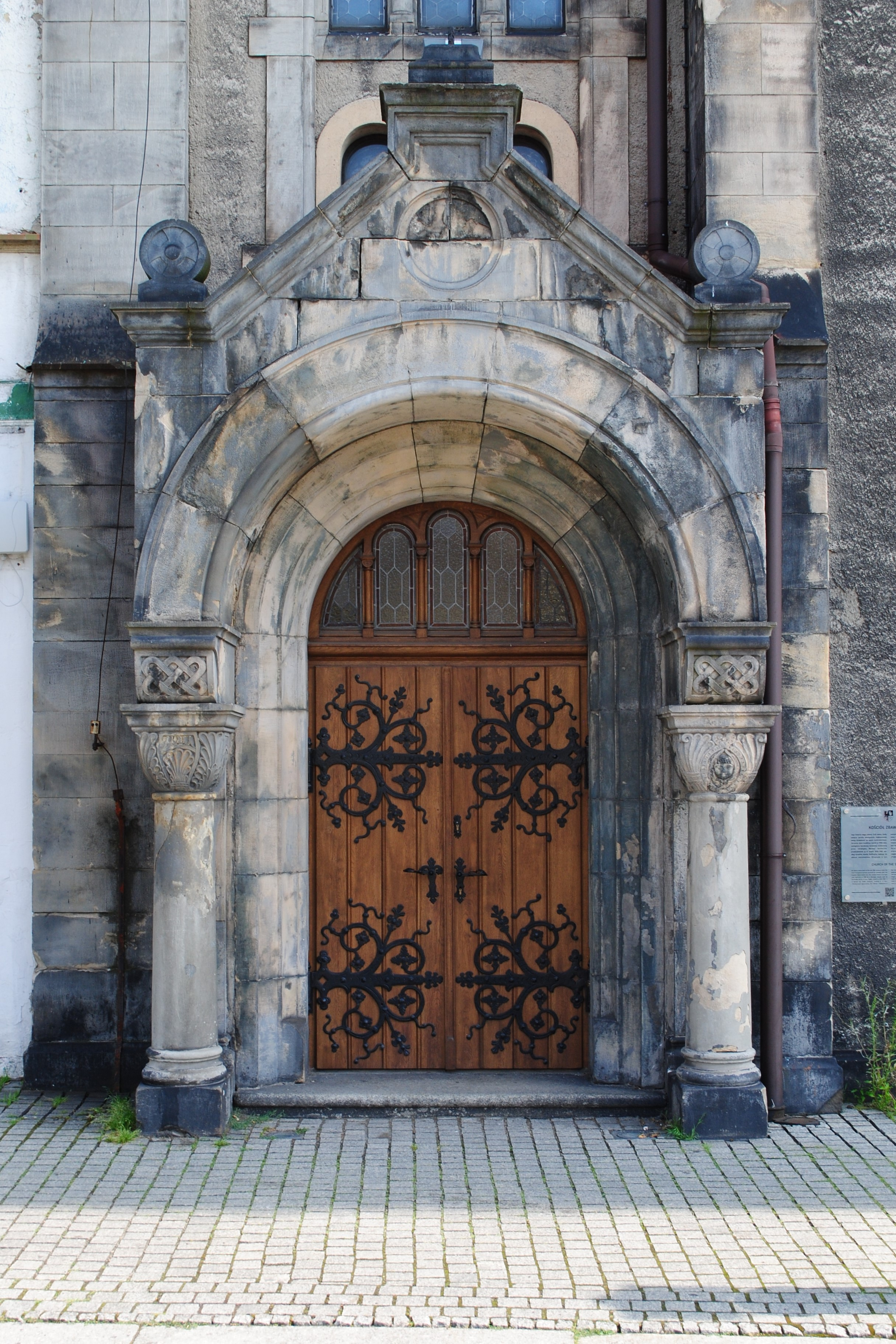
Portal wejściowy do kościoła (2024)
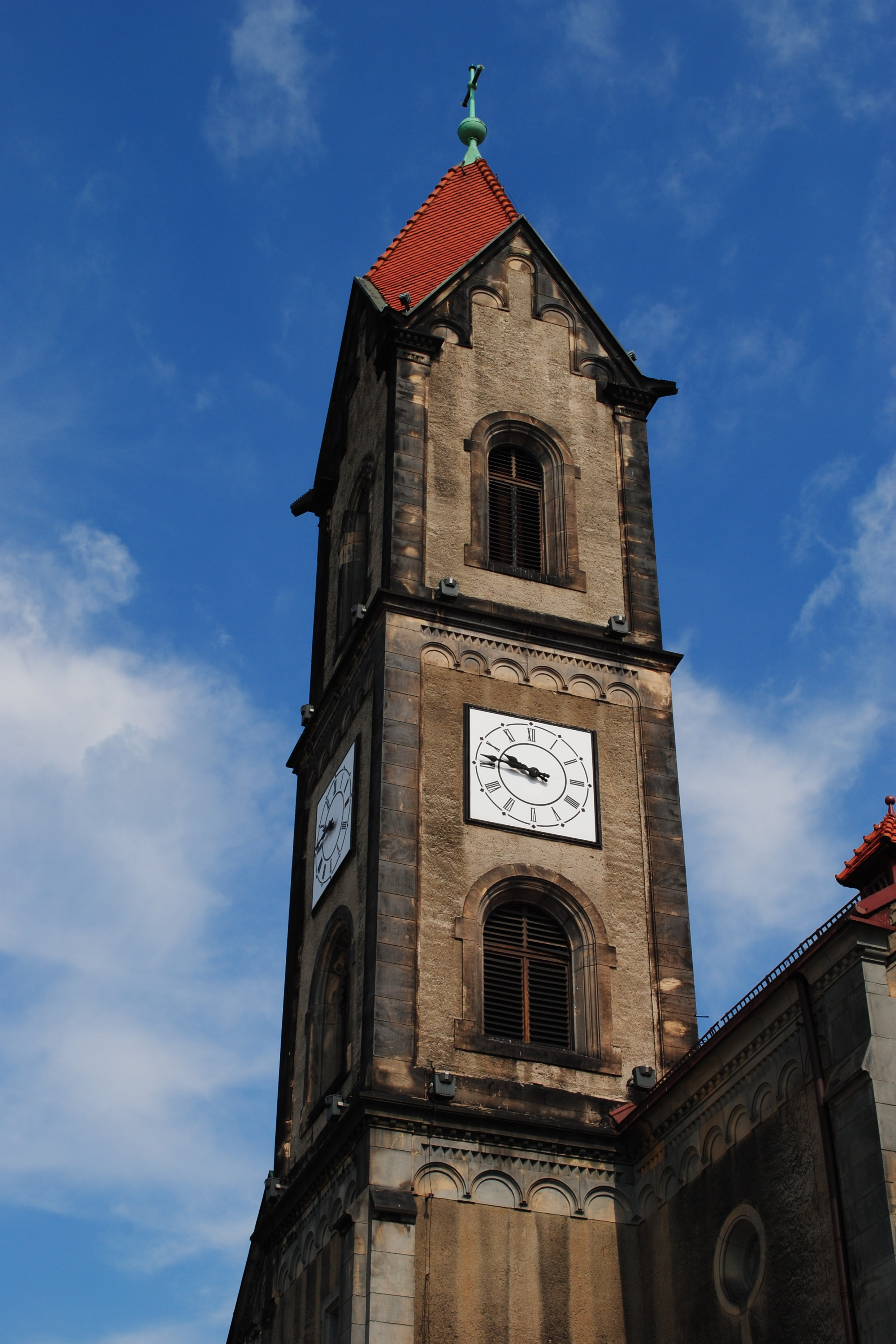
Wieża kościoła (2024)
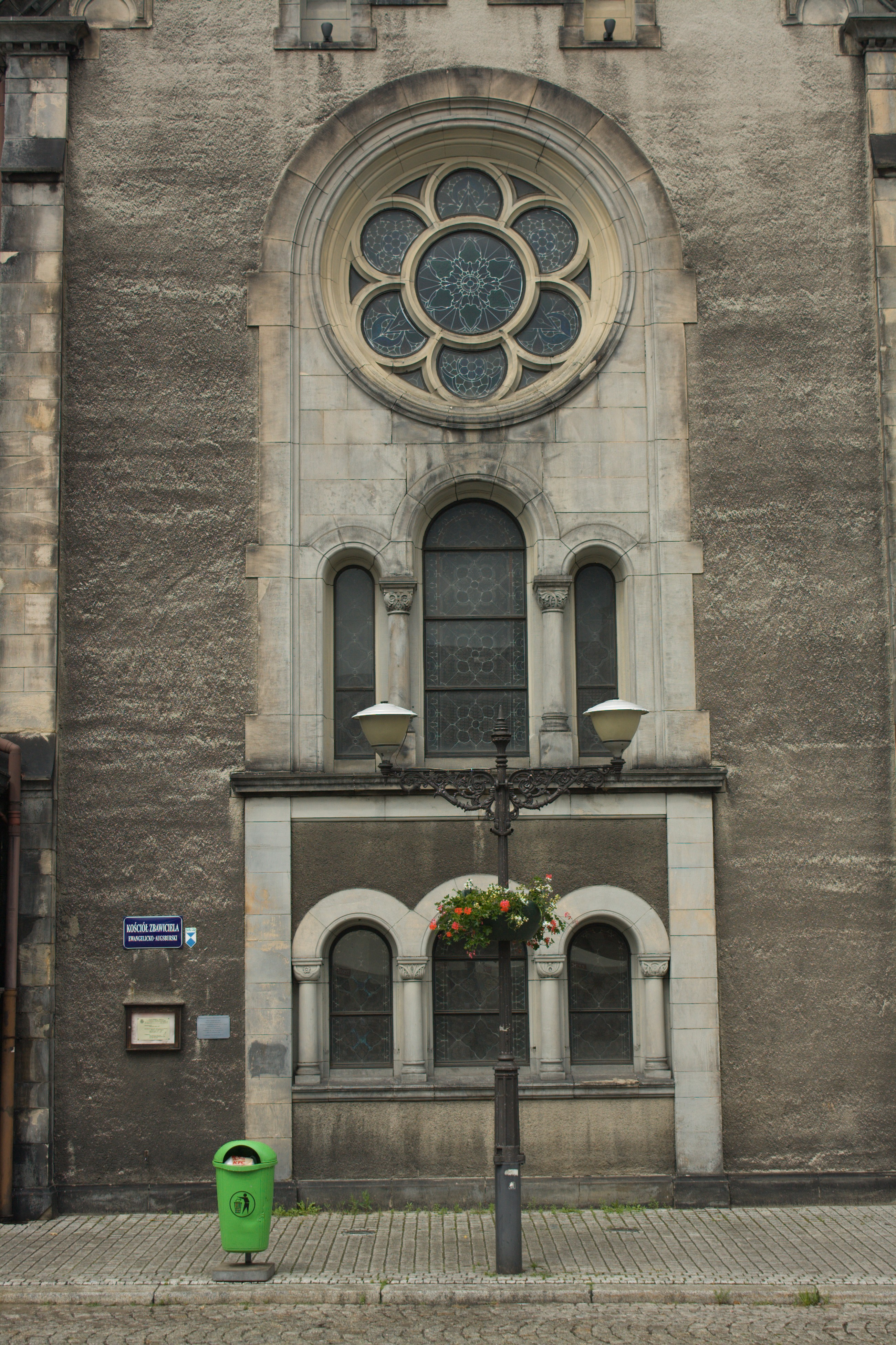
Okna w środkowej części fasady kościoła (2014)
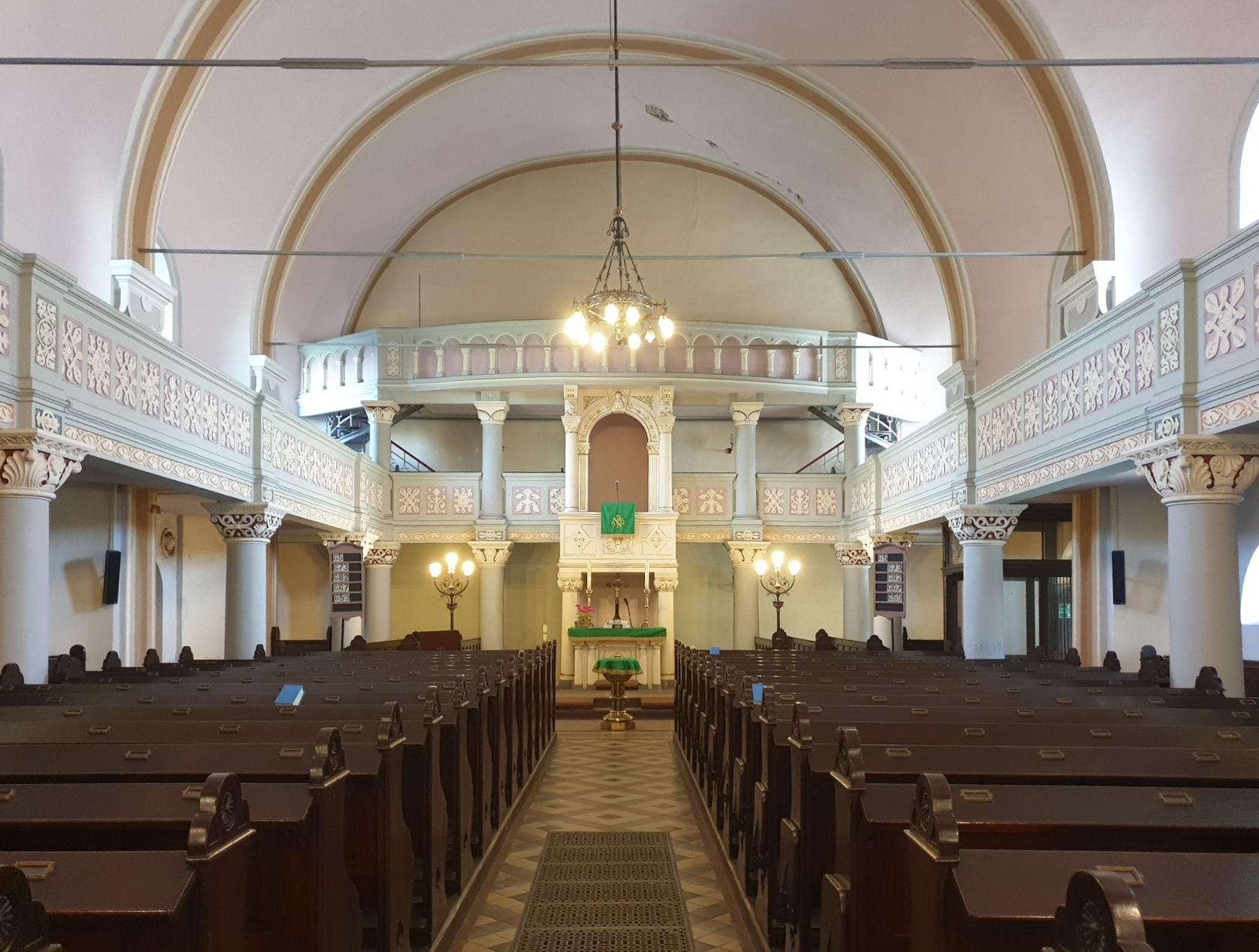
Wnętrze kościoła Zbawiciela (2020)
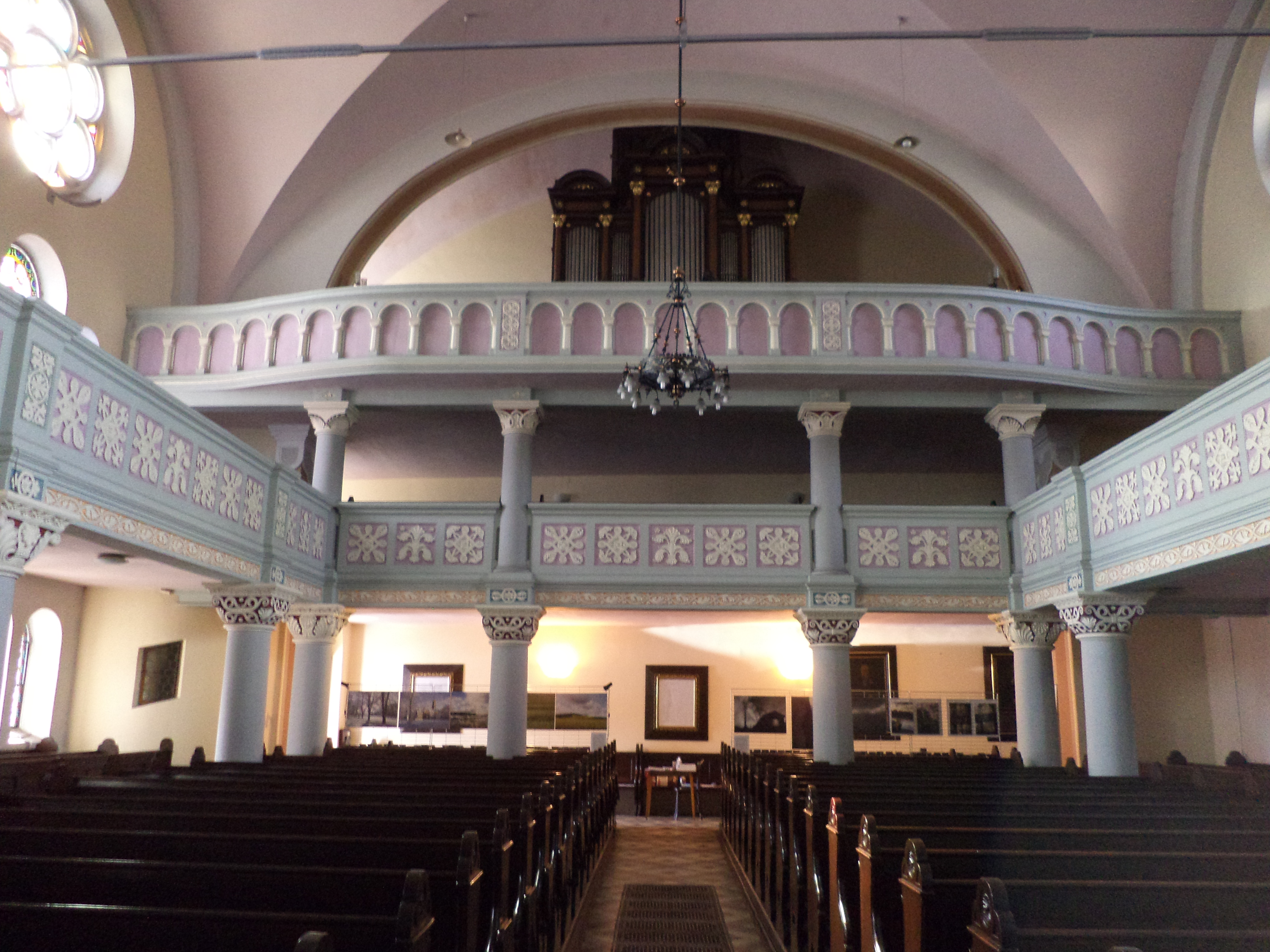
Wnętrze kościoła Zbawiciela (2017)